# Жиляев, Николай Сергеевич
Никола́й Серге́евич Жиля́ев (6 [18] октября 1881, Курск — 20 января 1938) — русский композитор, пианист, музыкальный критик и педагог.

## Биография
Учился частным образом у Сергея Танеева (1896—1900), в 1905 году окончил Московскую консерваторию по классу композиции Михаила Ипполитова-Иванова. В 1905—1909 годах активно сочинял, некоторые его произведения были изданы фирмой Петра Юргенсона, однако в дальнейшем отошёл от композиции. Выступал также как пианист, на «Музыкальных выставках» в Москве аккомпанировал Марии Дейша-Сионицкой. Как музыкальный критик работал в журналах «Золотое руно», «Московский еженедельник», «Музыка», в газете «Руль» (писал под псевдонимом Пер Гюнт). Будучи одним из близких друзей Александра Скрябина, Жиляев принимал участие в редактировании ряда сочинений композитора (в частности, поздних сонат). Незадолго до начала Первой мировой войны занялся преподаванием, среди его учеников были А. В. Станчинский, С. Е. Фейнберг, А. Н. Александров.
В годы Гражданской войны Жиляев работал в штабе М. Н. Тухачевского на должности библиографа. С 1922 был членом редколлегии музыкального сектора Госиздата, где участвовал в составлении Полного собрания сочинений Скрябина. В 1926—1930 и 1933—1937 преподавал композицию в Московской консерватории. Музыкант, обладавший личной харизмой и широчайшим кругозором, Жиляев оказал значительное влияние на формирование творческих взглядов своих учеников, среди которых
- Евгений Голубев
- Арам Хачатурян
- Лев Книппер
- Алексей Козловский
- Кирилл Кондрашин
- Антонио Спадавеккиа
- Даниил Житомирский
- Сигизмунд Кац
- Алексей Станчинский
- Самуил Фейнберг
- Анатолий Александров

Арестован 3 ноября 1937 года. Расстрелян 20 января 1938 года по приговору ВКВС. Реабилитирован в апреле 1961 года.